# Consorci de Museus de la Comunitat Valenciana
El Consorci de Museus de la Comunitat Valenciana, fundat el 1996 per iniciativa de la Generalitat Valenciana, és organisme públic de caràcter autonòmic que té la funció de vertebrar l'oferta expositiva a la Comunitat Valenciana. El consorci és format per les diputacions provincials d'Alacant, Castelló i València i els ajuntaments de les tres capitals de província.

## Centres gestionats
Entre els centres que gestiona, s'inclou el Museu de Belles Arts, el Centre del Carme, les Drassanes, el Museu de la Ciutat o l'Almodí; a Castelló el Museu de Belles Arts i l'Espai d'Art Contemporani; i a Alacant el Museu de Belles Arts Gravina, la Llonja del Peix, el Centre Cultural Les Cigarrerres o el Museu d'Art Contemporani d'Alacant (MACA).

### Alacant
- Museu de Belles Arts d'Alacant (MUBAG)
- Castell de Santa Bàrbara
- Llonja del Peix d'Alacant
- Museu d'Art Contemporani d'Alacant (MACA)
- Centre Cultural Les Cigarreres

### Castelló
- Museu de Belles Arts de Castelló
- Espai d'Art Contemporani de Castelló (EACC)

### València
- Centre del Carme
- Museu Belles Arts de València
- Reials Drassanes de València
- Fundació Chirivella Soriano